# امودالاوالاسا
امودالاوالاسا (به انگلیسی: Amudalavalasa) یک منطقهٔ مسکونی در هند است که در آندرا پرادش واقع شده‌است.

## خصوصیات
امودالاوالاسا ۱۹٫۶۵ کیلومترمربع مساحت و ۳۷٬۸۵۲ نفر جمعیت دارد و ۲۹ متر بالاتر از سطح دریا واقع شده‌است.